# Newland (Kingston upon Hull)
Newland – dzielnica w Kingston upon Hull, w Anglii, w East Riding of Yorkshire, w dystrykcie (unitary authority) Kingston upon Hull. W 2011 dzielnica liczyła 12 111 mieszkańców.